# Bruce E. Melnick
Pour les articles homonymes, voir Melnick.
Bruce Edward Melnick est un astronaute américain né le 5 décembre 1949.

## Biographie
Il fait carrière dans l'US Coast Guard où il termine avec le grade de commandant. Il vole dans deux missions spatiales avec la navette spatiale américaine, restant au total 12 jours 23 heures et 27 minutes dans l'espace.
Fin 1992, il entre comme cadre à Boeing.

## Vols réalisés
Il réalise deux vols en tant que spécialiste de mission :
- 6 octobre 1990 : Discovery STS-41
- 7 mai 1992 : Endeavour STS-49